# 凹柱苣苔属
凹柱苣苔属（学名：Litostigma）是苦苣苔科下的一个属。本属是2010年发表的一个小属，发表时只有两种，原产地仅限于中国西南部和邻近的越南石灰岩岩溶地区。

## 下属物种
本属包括以下物种：
- 凹柱苣苔 Litostigma coriaceifolium Y.G.Wei, F.Wen & Mich.Möller
- 水晶凹柱苣苔 Litostigma crystallinum Y.M.Shui & W.H.Chen
- 那坡凹柱苣苔 Litostigma napoense Y.Feng Huang, B.M.Wang & Y.S.Chen
- 屏边凹柱苣苔 Litostigma pingbianense Y.S.Chen & B.M.Wang